# Морісакі Кадзуюкі
Кадзуюкі Морісакі (яп. 森﨑 和幸, нар. 9 травня 1981, Хіросіма) — японський футболіст, що грає на позиції півзахисника за клуб «Санфречче Хіросіма».
Виступав за молодіжну збірну Японії.

## Клубна кар'єра
Народився 9 травня 1981 року в місті Хіросіма. Вихованець футбольної школи клубу «Санфречче Хіросіма». Дорослу футбольну кар'єру розпочав 2000 року в основній команді того ж клубу, кольори якої і захищає й досі. 

## Виступи за збірну
Протягом 2000–2001 років залучався до складу молодіжної збірної Японії. На молодіжному рівні зіграв у 3 офіційних матчах, забив 1 гол. У її складі був учасником молодіжного чемпіонату світу 2001 року.

## Статистика виступів

### Статистика клубних виступів
| Сезон                 | Команда     | Чемпіонат | Чемпіонат | Чемпіонат | Національний кубок | Національний кубок | Національний кубок | Континентальні кубки | Континентальні кубки | Континентальні кубки | Інші змагання | Інші змагання | Інші змагання | Усього | Усього |
| Сезон                 | Команда     | Ліга      | Ігри      | Голів     | Ліга               | Ігри               | Голів              | Ліга                 | Ігри                 | Голів                | Ліга          | Ігри          | Голів         | Ігри   | Голів  |
| --------------------- | ----------- | --------- | --------- | --------- | ------------------ | ------------------ | ------------------ | -------------------- | -------------------- | -------------------- | ------------- | ------------- | ------------- | ------ | ------ |
| 2004                  | «Санфречче» | Дж-Л      | 8         | 1         | КЯЛ                | 0                  | 0                  | ЛЧ-АФК               | 0                    | 0                    | КІ            | 0             | 0             | 8      | 1      |
| 2005                  | «Санфречче» | Дж-Л      | 25        | 3         | КЯЛ                | 0                  | 0                  | ЛЧ-АФК               | 0                    | 0                    | КІ            | 0             | 0             | 25     | 3      |
| 2006                  | «Санфречче» | Дж-Л      | 20        | 1         | КЯЛ                | 0                  | 0                  | ЛЧ-АФК               | 0                    | 0                    | КІ            | 0             | 0             | 20     | 1      |
| 2007                  | «Санфречче» | Дж-Л      | 33        | 0         | КЯЛ                | 6                  | 0                  | ЛЧ-АФК               | 0                    | 0                    | КІ            | 0             | 0             | 39     | 0      |
| 2008                  | «Санфречче» | Дж-Л Д2   | 33        | 2         | КЯЛ                | 0                  | 0                  | ЛЧ-АФК               | 0                    | 0                    | КІ            | 0             | 0             | 33     | 2      |
| 2009                  | «Санфречче» | Дж-Л      | 18        | 0         | КЯЛ                | 1                  | 0                  | ЛЧ-АФК               | 0                    | 0                    | КІ            | 0             | 0             | 19     | 0      |
| 2010                  | «Санфречче» | Дж-Л      | 17        | 0         | КЯЛ                | 3                  | 0                  | ЛЧ-АФК               | 4                    | 1                    | КІ            | 1             | 0             | 25     | 1      |
| 2011                  | «Санфречче» | Дж-Л      | 32        | 0         | КЯЛ                | 2                  | 0                  | ЛЧ-АФК               | 0                    | 0                    | КІ            | 1             | 0             | 35     | 0      |
| 2012                  | «Санфречче» | Дж-Л      | 33        | 2         | КЯЛ                | 2                  | 0                  | ЛЧ-АФК               | 0                    | 0                    | КІ            | 1             | 0             | 36     | 2      |
| 2013                  | «Санфречче» | Дж-Л      | 33        | 0         | КЯЛ                | 2                  | 0                  | ЛЧ-АФК               | 0                    | 0                    | КІ            | 5             | 0             | 40     | 0      |
| 2014                  | «Санфречче» | Дж-Л      | 29        | 0         | КЯЛ                | 2                  | 0                  | ЛЧ-АФК               | 0                    | 0                    | КІ            | 0             | 0             | 31     | 0      |
| 2015                  | «Санфречче» | Дж-Л      | 33        | 1         | КЯЛ                | 1                  | 0                  | ЛЧ-АФК               | 0                    | 0                    | КІ            | 1             | 0             | 33     | 1      |
| 2016                  | «Санфречче» | Дж-Л      | 2         | 0         | КЯЛ                | 0                  | 0                  | ЛЧ-АФК               | 1                    | 0                    | КІ            | 0             | 0             | 3      | 0      |
| Усього за «Санфречче» | «Санфречче» |           | 316       | 10        |                    | 19                 | 0                  |                      | 5                    | 1                    |               | 9             | 0             | 349    | 11     |
| Усього за кар'єру     | «Санфречче» |           | 316       | 10        |                    | 19                 | 0                  |                      | 5                    | 1                    |               | 9             | 0             | 349    | 11     |

## Титули і досягнення
- Чемпіон Японії: 2012, 2013, 2015
- Володар Суперкубка Японії: 2013, 2014, 2016

Збірні
- Срібний призер Азійських ігор: 2002